# Nabor de Lodi
Pour les articles homonymes, voir Saint Nabord (homonymie).
Nabor est un légionnaire chrétien de l’armée de Maxence qui est mort martyr sous Dioclétien, avec un compagnon, Félix, à Lodi, le 12 juin 304, sur l'ordre du préfet Aurelius. Il est considéré comme saint par diverses Églises et fêté le 12 juillet.
Ses reliques et celles de son compagnon Félix ont été découvertes par saint Ambroise dans l'église Saint-François-Majeur, à Milan, où il découvrit aussi les reliques de saint Gervais et saint Protais. Les reliques de saint Nabor ont été rapportées de Rome en 766 par saint Chrodegang, évêque de Metz qui les confia à une abbaye bénédictine (à l'origine de la bourgade de Saint-Avold). Le martyr devint le saint patron de la bourgade et lui donna son nom originel de Saint-Nabor. Ce nom s'est transformé par la suite en Saint-Avold mais les habitants sont toujours appelés Naboriens.
Plusieurs localités de la région reçoivent également des reliques du saint, comme la chapelle de la villa Columbaria, future église Saint-Nabor.

## Légende
Une légende raconte l’histoire d'un chameau envoyé par Hugues, comte de Bourgogne, et un des descendants du duc Adalric, qui devait transporter une partie des reliques de saint Nabor au plus loin et qui fit une pause au village de Saint-Nabor dans le département français du Bas-Rhin, avant de s’arrêter un peu plus haut au monastère Niedermunster du mont Sainte-Odile.